# 凱夫灣

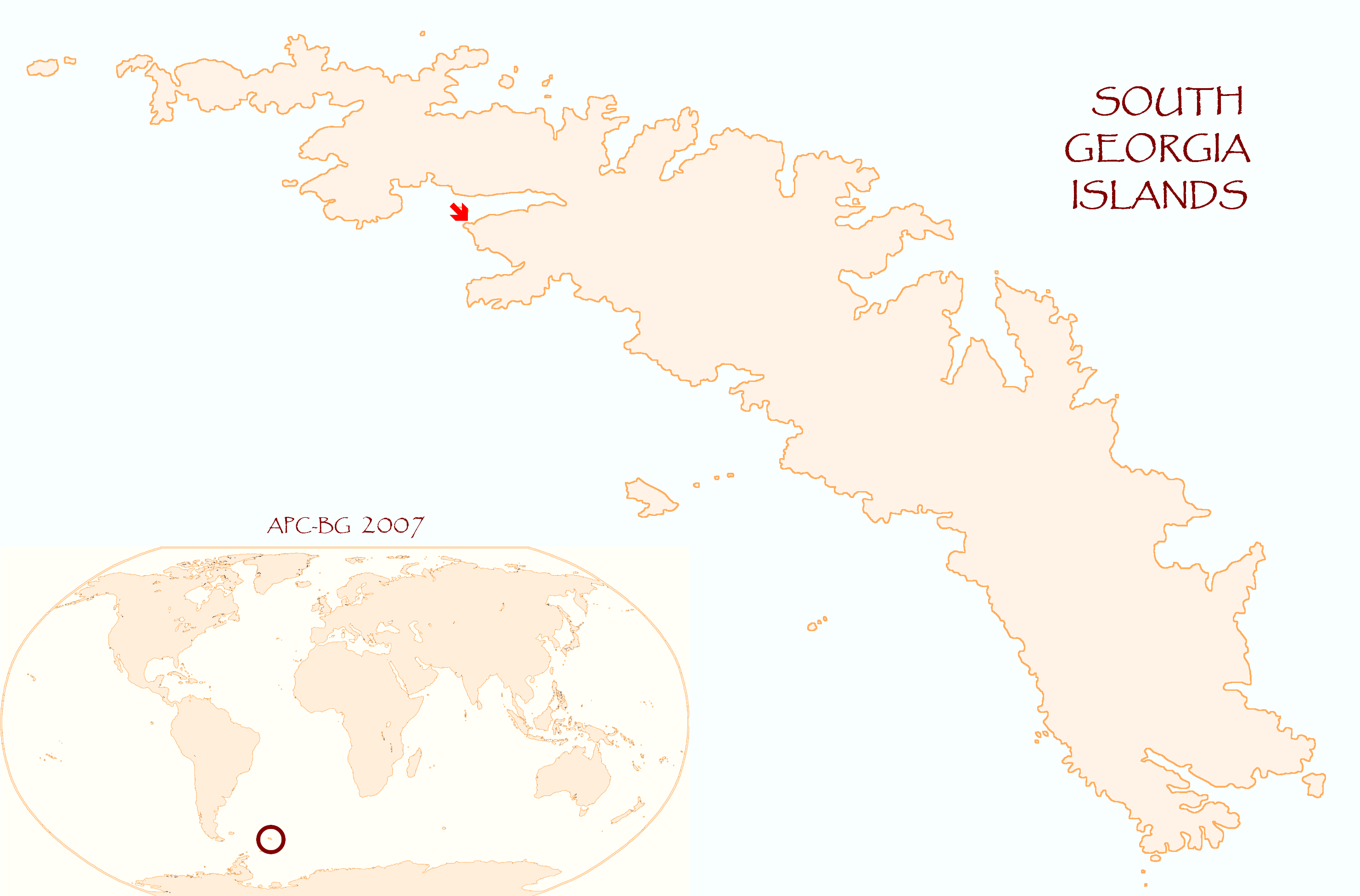
凱夫灣在南喬治亞島的位置

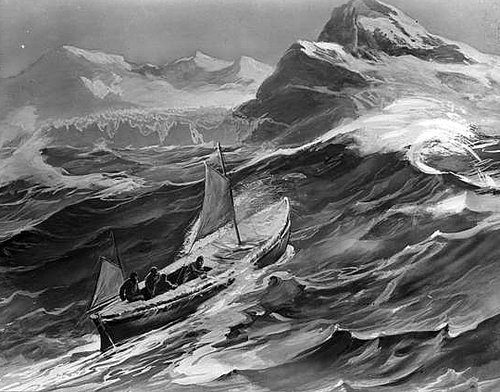

凱夫灣（英語：Cave Cove），是南極洲的海灣，位於英國海外領土南喬治亞島，屬於哈康國王灣的一部分，愛爾蘭探險家歐內斯特·沙克爾頓曾經到訪該海灣。
54°11′7″S 37°24′26″W / 54.18528°S 37.40722°W